# Paris-Roubaix Femmes 2023
La 3a edició de la Paris-Roubaix Femmes es va celebrar el 8 d'abril de 2023. Formava part del circuit UCI Women's World Tour 2023 i va ser guanyada per la canadenca Alison Jackson.

## Recorregut
El circuit previ a l'arribada del primer tram de llambordes va ser modificat i allargat 20,7 km amb relació a la segona edició de la prova, de tal manera que les ciclistes corrien 145,4 km totals. D'aquests, 29,2 eren per 17 sectors de pavé, dos dels quals de màxima dificultat, tot i que, un cop més, la prova no incloïa la Trouée d'Arenberg.

## Equips
| UCI Women's WorldTeams (15)- Trek-Segafredo - SD Worx - Canyon-SRAM Racing - FDJ-Suez - Team Jumbo-Visma - Team DSM - Movistar Team - Liv Racing TeqFind - UAE Team ADQ - EF Education-TIBCO-SVB - Uno-X Pro Cycling Team - Team Jayco AlUla - Human Powered Health - Israel-Premier Tech Roland - Fenix-Deceuninck UCI Women's continental teams (7)- Cofidis - Parkhotel Valkenburg - AG Insurance - Soudal Quick-Step Team - Zaaf Cycling Team - Lifeplus Wahoo - St Michel-Mavic-Auber93 - Stade rochelais Charente-Maritime UCI Women's continental teams (2)- Ceratizit-WNT Pro Cycling - Arkéa Pro Cycling Team |
| |

## Favorites
Després de dues edicions amb victòria de corredores del Trek-Segafredo, en aquesta tercera edició, la principal favorita era Lotte Kopecky (SD Worx), que havia fet grans resultats a les clàssiques de primavera.

## Desenvolupament de la cursa
Prengueren la sortida des de Denain 140 ciclistes, 18 de les quals s'escapen al vintè quilòmetre. A l'entrada al primer sector de llambordes, les escapades tenen més de 5 minuts i mig de distància sobre el pilot. Malgrat que les favorites retallen la diferència sobre les escapades, a falta de 20 quilòmetres, encara tenen 1'20" sobre un grup amb Kopecky i Marianne Vos i 20 segons més sobre la resta. Kopecky encapçala la persecució i, a 2 quilòmetres per a l'arribada, és a 10 segons sobre les escapades; però 6 d'aquestes resisteixen i aconsegueixen arribar destacades al velòdrom de Roubaix, on la canadenca Alison Jackson (EF Education-Tibco-SVB) s'imposa a l'esprint a l'italiana Katia Ragusa (Liv Racing Teqfind) i la belga Marthe Truyen (Fenix-Deceuninck). Les franceses Eugénie Duval (FDJ-Suez) i Marion Borras (St Michel-Mavic-Auber93) van ocupar el quart i cinquè lloc, respectivament. La gran favorita, Lotte Kopecky, va acabar 7a, encapçalant el gran grup.

## Classificació

### Classificació general
| \| Classificació general \| Classificació general \| Classificació general \| Classificació general \| Classificació general \| \| Ciclista \| Ciclista \| Equip \| Temps \| \| \| --------------------- \| ----------------------- \| ------------------------------ \| --------------------- \| --------------------- \| \| 1r \| Alison Jackson \| EF Education-TIBCO-SVB \| 3h 42' 56" \| \| \| 2n \| Katia Ragusa \| Liv Racing TeqFind \| + 0" \| \| \| 3r \| Marthe Truyen \| Fenix-Deceuninck \| + 0" \| \| \| 4t \| Eugénie Duval \| FDJ-Suez \| + 0" \| \| \| 5è \| Marion Borras \| St Michel-Mavic-Auber 93 \| + 0" \| \| \| 6è \| Marta Lach \| Ceratizit-WNT Pro Cycling \| + 3" \| \| \| 7è \| Lotte Kopecky \| SD Worx \| + 12" \| \| \| 8è \| Pfeiffer Georgi \| Team DSM \| + 12" \| \| \| 9è \| Chiara Consonni \| UAE Team ADQ \| + 12" \| \| \| 10è \| Marianne Vos \| Team Jumbo-Visma \| + 12" \| \| \| 11è \| Julie Leth \| Uno-X Pro Cycling Team \| + 12" \| \| \| 12è \| Lucinda Brand \| Trek-Segafredo \| + 12" \| \| \| 13è \| Grace Brown \| FDJ-Suez \| + 12" \| \| \| 14è \| Margaux Vigie \| Lifeplus Wahoo \| + 12" \| \| \| 15è \| Christina Schweinberger \| Fenix-Deceuninck \| + 12" \| \| \| 16è \| Elise Chabbey \| Canyon-SRAM Racing \| + 12" \| \| \| 17è \| Romy Kasper \| AG Insurance-Soudal Quick-Step \| + 12" \| \| \| 18è \| Amber Pate \| Team Jayco AlUla \| + 12" \| \| \| 19è \| Femke Markus \| SD Worx \| + 18" \| \| \| 20è \| Jesse Vandenbulcke \| Human Powered Health \| + 21" \| \| |                         |                                |            |
| |                         |                                |            |
| Font: ProCyclingStats |                         |                                |            |
| Classificació general |                         |                                |            |
| Ciclista | Ciclista                | Equip                          | Temps      |
| 1r | Alison Jackson          | EF Education-TIBCO-SVB         | 3h 42' 56" |
| 2n | Katia Ragusa            | Liv Racing TeqFind             | + 0"       |
| 3r | Marthe Truyen           | Fenix-Deceuninck               | + 0"       |
| 4t | Eugénie Duval           | FDJ-Suez                       | + 0"       |
| 5è | Marion Borras           | St Michel-Mavic-Auber 93       | + 0"       |
| 6è | Marta Lach              | Ceratizit-WNT Pro Cycling      | + 3"       |
| 7è | Lotte Kopecky           | SD Worx                        | + 12"      |
| 8è | Pfeiffer Georgi         | Team DSM                       | + 12"      |
| 9è | Chiara Consonni         | UAE Team ADQ                   | + 12"      |
| 10è | Marianne Vos            | Team Jumbo-Visma               | + 12"      |
| 11è | Julie Leth              | Uno-X Pro Cycling Team         | + 12"      |
| 12è | Lucinda Brand           | Trek-Segafredo                 | + 12"      |
| 13è | Grace Brown             | FDJ-Suez                       | + 12"      |
| 14è | Margaux Vigie           | Lifeplus Wahoo                 | + 12"      |
| 15è | Christina Schweinberger | Fenix-Deceuninck               | + 12"      |
| 16è | Elise Chabbey           | Canyon-SRAM Racing             | + 12"      |
| 17è | Romy Kasper             | AG Insurance-Soudal Quick-Step | + 12"      |
| 18è | Amber Pate              | Team Jayco AlUla               | + 12"      |
| 19è | Femke Markus            | SD Worx                        | + 18"      |
| 20è | Jesse Vandenbulcke      | Human Powered Health           | + 21"      |

## Llista de les participants
| Trek-Segafredo TFS | Trek-Segafredo TFS         | Trek-Segafredo TFS |
| ------------------ | -------------------------- | ------------------ |
| Núm                | Ciclista                   | Pos                |
| 1                  | Elisa Longo Borghini (ITA) | 21è                |
| 2                  | Elynor Bäckstedt (GBR)     | 76è                |
| 3                  | Elisa Balsamo (ITA) (ruta) | 58è                |
| 4                  | Lucinda Brand (NED)        | 12è                |
| 5                  | Lisa Klein (GER)           | 38è                |
| 6                  | Ilaria Sanguineti (ITA)    | 102è               |

| SD Worx SDW | SD Worx SDW                    | SD Worx SDW |
| ----------- | ------------------------------ | ----------- |
| Núm         | Ciclista                       | Pos         |
| 11          | Lotte Kopecky (BEL)            | 7è          |
| 12          | Elena Cecchini (ITA)           | 55è         |
| 13          | Barbara Guarischi (ITA)        | 90è         |
| 14          | Christine Majerus (LUX) (ruta) | 57è         |
| 15          | Femke Markus (NED)             | 19è         |
| 16          | Lorena Wiebes (NED) (ruta)     | 49è         |

| Canyon-SRAM Racing CSR | Canyon-SRAM Racing CSR         | Canyon-SRAM Racing CSR |
| ---------------------- | ------------------------------ | ---------------------- |
| Núm                    | Ciclista                       | Pos                    |
| 21                     | Elise Chabbey (SUI)            | 16è                    |
| 22                     | Shari Bossuyt (BEL)            | 61è                    |
| 23                     | Tiffany Cromwell (AUS)         | DNF                    |
| 24                     | Agnieszka Skalniak-Sójka (POL) | 34è                    |
| 25                     | Alice Towers (GBR) (ruta)      | 23è                    |
| 26                     | Maike van der Duin (NED)       | 48è                    |

| FDJ-Suez FST | FDJ-Suez FST            | FDJ-Suez FST |
| ------------ | ----------------------- | ------------ |
| Núm          | Ciclista                | Pos          |
| 31           | Grace Brown (AUS)       | 13è          |
| 32           | Clara Copponi (FRA)     | DNF          |
| 33           | Eugénie Duval (FRA)     | 4t           |
| 34           | Maëlle Grossetête (FRA) | DNF          |
| 35           | Marie Le Net (FRA)      | 41è          |
| 36           | Jade Wiel (FRA)         | DNF          |

| Team Jumbo-Visma TJV | Team Jumbo-Visma TJV   | Team Jumbo-Visma TJV |
| -------------------- | ---------------------- | -------------------- |
| Núm                  | Ciclista               | Pos                  |
| 41                   | Marianne Vos (NED)     | 10è                  |
| 42                   | Teuntje Beekhuis (NED) | 40è                  |
| 43                   | Coryn Labecki (USA)    | 79è                  |
| 44                   | Linda Riedmann (GER)   | DNF                  |
| 45                   | Noemi Rüegg (SUI)      | 45è                  |
| 46                   | Nienke Veenhoven (NED) | FC                   |

| Team DSM DSM | Team DSM DSM           | Team DSM DSM |
| ------------ | ---------------------- | ------------ |
| Núm          | Ciclista               | Pos          |
| 51           | Pfeiffer Georgi (GBR)  | 8è           |
| 52           | Daniek Hengeveld (NED) | 36è          |
| 53           | Megan Jastrab (USA)    | 88è          |
| 54           | Franziska Koch (GER)   | 33è          |
| 55           | Charlotte Kool (NED)   | 63è          |
| 56           | Maeve Plouffe (AUS)    | 101è         |

| Ceratizit-WNT Pro Cycling WNT | Ceratizit-WNT Pro Cycling WNT | Ceratizit-WNT Pro Cycling WNT |
| ----------------------------- | ----------------------------- | ----------------------------- |
| Núm                           | Ciclista                      | Pos                           |
| 61                            | Sandra Alonso Domínguez (ESP) | DNF                           |
| 62                            | Franziska Brauße (GER)        | DNF                           |
| 63                            | Mylene de Zoete (NED)         | NP                            |
| 64                            | Arianna Fidanza (ITA)         | 43è                           |
| 65                            | Marta Lach (POL)              | 6è                            |
| 66                            | Kathrin Schweinberger (AUT)   | 72è                           |

| Movistar Team MOV | Movistar Team MOV                     | Movistar Team MOV |
| ----------------- | ------------------------------------- | ----------------- |
| Núm               | Ciclista                              | Pos               |
| 71                | Floortje Mackaij (NED)                | 32è               |
| 72                | Aude Biannic (FRA)                    | DNF               |
| 73                | Sheyla Gutiérrez Ruiz (ESP)           | DNF               |
| 74                | Gloria Rodríguez Sánchez (ESP)        | 104è              |
| 75                | Arlenis Sierra Cañadilla (CUB) (ruta) | 56è               |

| Liv Racing TeqFind LIV | Liv Racing TeqFind LIV        | Liv Racing TeqFind LIV |
| ---------------------- | ----------------------------- | ---------------------- |
| Núm                    | Ciclista                      | Pos                    |
| 81                     | Valerie Demey (BEL)           | 100è                   |
| 82                     | Rachele Barbieri (ITA)        | 93è                    |
| 83                     | Marta Jaskulska (POL)         | 70è                    |
| 84                     | Jeanne Korevaar (NED)         | 92è                    |
| 85                     | Tereza Neumanová (CZE) (ruta) | FC                     |
| 86                     | Katia Ragusa (ITA)            | 2n                     |

| UAE Team ADQ UAD | UAE Team ADQ UAD           | UAE Team ADQ UAD |
| ---------------- | -------------------------- | ---------------- |
| Núm              | Ciclista                   | Pos              |
| 91               | Marta Bastianelli (ITA)    | 24è              |
| 92               | Eugenia Bujak (SLO) (ruta) | 44è              |
| 93               | Chiara Consonni (ITA)      | 9è               |
| 94               | Elizabeth Holden (GBR)     | 30è              |
| 95               | Karolina Kumięga (POL)     | 59è              |
| 96               | Laura Tomasi (ITA)         | 26è              |

| Cofidis COF | Cofidis COF                   | Cofidis COF |
| ----------- | ----------------------------- | ----------- |
| Núm         | Ciclista                      | Pos         |
| 101         | Victoire Berteau (FRA)        | 29è         |
| 102         | Alana Castrique (BEL)         | 85è         |
| 103         | Séverine Eraud (FRA)          | FC          |
| 104         | Valentine Fortin (FRA)        | 82è         |
| 105         | Gabrielle Pilote Fortin (CAN) | FC          |
| 106         | Josie Talbot (AUS)            | 51è         |

| Parkhotel Valkenburg PHV | Parkhotel Valkenburg PHV  | Parkhotel Valkenburg PHV |
| ------------------------ | ------------------------- | ------------------------ |
| Núm                      | Ciclista                  | Pos                      |
| 111                      | Kirstie van Haaften (NED) | 64è                      |
| 112                      | Lieke Nooijen (NED)       | FC                       |
| 113                      | Scarlett Souren (NED)     | FC                       |
| 114                      | Lisa Van Helvoirt (NED)   | 87è                      |
| 115                      | Marith Vanhove (BEL)      | 80è                      |
| 116                      | Sofie van Rooijen (NED)   | FC                       |

| AG Insurance-Soudal Quick-Step AGS | AG Insurance-Soudal Quick-Step AGS | AG Insurance-Soudal Quick-Step AGS |
| ---------------------------------- | ---------------------------------- | ---------------------------------- |
| Núm                                | Ciclista                           | Pos                                |
| 121                                | Romy Kasper (GER)                  | 17è                                |
| 122                                | Julia Borgström (SWE)              | 22è                                |
| 123                                | Marthe Goossens (BEL)              | 42è                                |
| 124                                | Britt Knaven (BEL)                 | DNF                                |
| 125                                | Lone Meertens (BEL)                | 86è                                |
| 126                                | Maud Rijnbeek (NED)                | NP                                 |

| EF Education-TIBCO-SVB TIB | EF Education-TIBCO-SVB TIB | EF Education-TIBCO-SVB TIB |
| -------------------------- | -------------------------- | -------------------------- |
| Núm                        | Ciclista                   | Pos                        |
| 131                        | Zoe Bäckstedt (GBR)        | 46è                        |
| 132                        | Letizia Borghesi (ITA)     | 53è                        |
| 133                        | Clara Honsinger (USA)      | 77è                        |
| 134                        | Alison Jackson (CAN)       | 1r                         |
| 135                        | Sara Poidevin (CAN)        | FC                         |
| 136                        | Lauren Stephens (USA)      | DNF                        |

| Arkéa Pro Cycling Team ARK | Arkéa Pro Cycling Team ARK    | Arkéa Pro Cycling Team ARK |
| -------------------------- | ----------------------------- | -------------------------- |
| Núm                        | Ciclista                      | Pos                        |
| 141                        | Amandine Fouquenet (FRA)      | DNF                        |
| 142                        | Maaike Coljé (NED)            | DNF                        |
| 143                        | Maryanne Hinault (FRA)        | FC                         |
| 144                        | Marie Morgane le Deunff (FRA) | 52è                        |
| 145                        | Anaïs Morichon (FRA)          | 84è                        |
| 146                        | Maurène Trégouët (FRA)        | DNF                        |

| Uno-X Pro Cycling Team UXT | Uno-X Pro Cycling Team UXT      | Uno-X Pro Cycling Team UXT |
| -------------------------- | ------------------------------- | -------------------------- |
| Núm                        | Ciclista                        | Pos                        |
| 151                        | Amalie Dideriksen (DEN)         | 54è                        |
| 152                        | Anniina Ahtosalo (FIN) (ruta)   | 66è                        |
| 153                        | Susanne Andersen (NOR)          | 27è                        |
| 154                        | Maria Giulia Confalonieri (ITA) | 28è                        |
| 155                        | Julie Leth (DEN)                | 11è                        |
| 156                        | Amalie Lutro (NOR)              | 81è                        |

| Zaaf Cycling Team ZAF | Zaaf Cycling Team ZAF            | Zaaf Cycling Team ZAF |
| --------------------- | -------------------------------- | --------------------- |
| Núm                   | Ciclista                         | Pos                   |
| 161                   | Maggie Coles-Lyster (CAN) (ruta) | 68è                   |
| 162                   | Lucía García Muñoz (ESP)         | FC                    |
| 163                   | Marta Romance (ESP)              | FC                    |
| 164                   | Debora Silvestri (ITA)           | 69è                   |
| 165                   | Emanuela Zanetti (ITA)           | FC                    |
| 166                   | Ebtissam Mohamed                 | FC                    |

| Lifeplus Wahoo DRP | Lifeplus Wahoo DRP      | Lifeplus Wahoo DRP |
| ------------------ | ----------------------- | ------------------ |
| Núm                | Ciclista                | Pos                |
| 171                | Typhaine Laurance (FRA) | FC                 |
| 172                | Maddie Leech (GBR)      | DNF                |
| 173                | Kate Richardson (GBR)   | FC                 |
| 174                | Kaja Rysz (POL)         | 97è                |
| 175                | April Tacey (GBR)       | 73è                |
| 176                | Margaux Vigie (FRA)     | 14è                |

| Team Jayco AlUla BEX | Team Jayco AlUla BEX      | Team Jayco AlUla BEX |
| -------------------- | ------------------------- | -------------------- |
| Núm                  | Ciclista                  | Pos                  |
| 181                  | Amber Pate (AUS)          | 18è                  |
| 182                  | Jessica Allen (AUS)       | 91è                  |
| 183                  | Teniel Campbell (TTO)     | 78è                  |
| 184                  | Georgie Howe (AUS)        | 47è                  |
| 185                  | Nina Kessler (NED)        | 31è                  |
| 186                  | Letizia Paternoster (ITA) | 65è                  |

| Human Powered Health HPW | Human Powered Health HPW         | Human Powered Health HPW |
| ------------------------ | -------------------------------- | ------------------------ |
| Núm                      | Ciclista                         | Pos                      |
| 191                      | Audrey Cordon-Ragot (FRA) (ruta) | 35è                      |
| 192                      | Mieke Kröger (GER)               | 75è                      |
| 193                      | Makayla MacPherson (USA)         | 89è                      |
| 194                      | Jesse Vandenbulcke (BEL)         | 20è                      |
| 195                      | Marjolein van 't Geloof (NED)    | 60è                      |
| 196                      | Lily Williams (USA)              | 67è                      |

| Israel-Premier Tech Roland CGS | Israel-Premier Tech Roland CGS | Israel-Premier Tech Roland CGS |
| ------------------------------ | ------------------------------ | ------------------------------ |
| Núm                            | Ciclista                       | Pos                            |
| 201                            | Caroline Baur (SUI) (ruta)     | 71è                            |
| 202                            | Hannah Buch (GER)              | 94è                            |
| 203                            | Sofia Collinelli (ITA)         | 74è                            |
| 204                            | Mia Griffin (IRL)              | 83è                            |
| 205                            | Silvia Magri (ITA)             | DNF                            |

| St Michel-Mavic-Auber 93 AUB | St Michel-Mavic-Auber 93 AUB | St Michel-Mavic-Auber 93 AUB |
| ---------------------------- | ---------------------------- | ---------------------------- |
| Núm                          | Ciclista                     | Pos                          |
| 211                          | Roxane Fournier (FRA)        | FC                           |
| 212                          | Alison Avoine (FRA)          | 95è                          |
| 213                          | Simone Boilard (CAN)         | 39è                          |
| 214                          | Marion Borras (FRA)          | 5è                           |
| 215                          | Célia Le Mouel (FRA)         | FC                           |
| 216                          | Margot Pompanon (FRA)        | 50è                          |

| Fenix-Deceuninck ___ | Fenix-Deceuninck ___                 | Fenix-Deceuninck ___ |
| -------------------- | ------------------------------------ | -------------------- |
| Núm                  | Ciclista                             | Pos                  |
| 221                  | Sanne Cant (BEL)                     | DNF                  |
| 222                  | Millie Couzens (GBR)                 | 62è                  |
| 223                  | Evy Kuijpers (NED)                   | 37è                  |
| 224                  | Maria Martins (POR)                  | 25è                  |
| 225                  | Christina Schweinberger (AUT) (ruta) | 15è                  |
| 226                  | Marthe Truyen (BEL)                  | 3r                   |

| Stade Rochelais Charente-Maritime CMW | Stade Rochelais Charente-Maritime CMW   | Stade Rochelais Charente-Maritime CMW |
| ------------------------------------- | --------------------------------------- | ------------------------------------- |
| Núm                                   | Ciclista                                | Pos                                   |
| 231                                   | Frances Janse van Rensburg (RSA) (ruta) | 96è                                   |
| 232                                   | Noémie Abgrall (FRA)                    | 103è                                  |
| 233                                   | Marine Allione (FRA)                    | FC                                    |
| 234                                   | Lucy Gadd (GBR)                         | 98è                                   |
| 235                                   | Chloé Schoenenberger (FRA)              | FC                                    |
| 236                                   | Maëva Squiban (FRA)                     | 99è                                   |

| Trek-Segafredo TFS | Trek-Segafredo TFS         | Trek-Segafredo TFS |
| ------------------ | -------------------------- | ------------------ |
| Núm                | Ciclista                   | Pos                |
| 1                  | Elisa Longo Borghini (ITA) | 21è                |
| 2                  | Elynor Bäckstedt (GBR)     | 76è                |
| 3                  | Elisa Balsamo (ITA) (ruta) | 58è                |
| 4                  | Lucinda Brand (NED)        | 12è                |
| 5                  | Lisa Klein (GER)           | 38è                |
| 6                  | Ilaria Sanguineti (ITA)    | 102è               |

| SD Worx SDW | SD Worx SDW                    | SD Worx SDW |
| ----------- | ------------------------------ | ----------- |
| Núm         | Ciclista                       | Pos         |
| 11          | Lotte Kopecky (BEL)            | 7è          |
| 12          | Elena Cecchini (ITA)           | 55è         |
| 13          | Barbara Guarischi (ITA)        | 90è         |
| 14          | Christine Majerus (LUX) (ruta) | 57è         |
| 15          | Femke Markus (NED)             | 19è         |
| 16          | Lorena Wiebes (NED) (ruta)     | 49è         |

| Canyon-SRAM Racing CSR | Canyon-SRAM Racing CSR         | Canyon-SRAM Racing CSR |
| ---------------------- | ------------------------------ | ---------------------- |
| Núm                    | Ciclista                       | Pos                    |
| 21                     | Elise Chabbey (SUI)            | 16è                    |
| 22                     | Shari Bossuyt (BEL)            | 61è                    |
| 23                     | Tiffany Cromwell (AUS)         | DNF                    |
| 24                     | Agnieszka Skalniak-Sójka (POL) | 34è                    |
| 25                     | Alice Towers (GBR) (ruta)      | 23è                    |
| 26                     | Maike van der Duin (NED)       | 48è                    |

| FDJ-Suez FST | FDJ-Suez FST            | FDJ-Suez FST |
| ------------ | ----------------------- | ------------ |
| Núm          | Ciclista                | Pos          |
| 31           | Grace Brown (AUS)       | 13è          |
| 32           | Clara Copponi (FRA)     | DNF          |
| 33           | Eugénie Duval (FRA)     | 4t           |
| 34           | Maëlle Grossetête (FRA) | DNF          |
| 35           | Marie Le Net (FRA)      | 41è          |
| 36           | Jade Wiel (FRA)         | DNF          |

| Team Jumbo-Visma TJV | Team Jumbo-Visma TJV   | Team Jumbo-Visma TJV |
| -------------------- | ---------------------- | -------------------- |
| Núm                  | Ciclista               | Pos                  |
| 41                   | Marianne Vos (NED)     | 10è                  |
| 42                   | Teuntje Beekhuis (NED) | 40è                  |
| 43                   | Coryn Labecki (USA)    | 79è                  |
| 44                   | Linda Riedmann (GER)   | DNF                  |
| 45                   | Noemi Rüegg (SUI)      | 45è                  |
| 46                   | Nienke Veenhoven (NED) | FC                   |

| Team DSM DSM | Team DSM DSM           | Team DSM DSM |
| ------------ | ---------------------- | ------------ |
| Núm          | Ciclista               | Pos          |
| 51           | Pfeiffer Georgi (GBR)  | 8è           |
| 52           | Daniek Hengeveld (NED) | 36è          |
| 53           | Megan Jastrab (USA)    | 88è          |
| 54           | Franziska Koch (GER)   | 33è          |
| 55           | Charlotte Kool (NED)   | 63è          |
| 56           | Maeve Plouffe (AUS)    | 101è         |

| Ceratizit-WNT Pro Cycling WNT | Ceratizit-WNT Pro Cycling WNT | Ceratizit-WNT Pro Cycling WNT |
| ----------------------------- | ----------------------------- | ----------------------------- |
| Núm                           | Ciclista                      | Pos                           |
| 61                            | Sandra Alonso Domínguez (ESP) | DNF                           |
| 62                            | Franziska Brauße (GER)        | DNF                           |
| 63                            | Mylene de Zoete (NED)         | NP                            |
| 64                            | Arianna Fidanza (ITA)         | 43è                           |
| 65                            | Marta Lach (POL)              | 6è                            |
| 66                            | Kathrin Schweinberger (AUT)   | 72è                           |

| Movistar Team MOV | Movistar Team MOV                     | Movistar Team MOV |
| ----------------- | ------------------------------------- | ----------------- |
| Núm               | Ciclista                              | Pos               |
| 71                | Floortje Mackaij (NED)                | 32è               |
| 72                | Aude Biannic (FRA)                    | DNF               |
| 73                | Sheyla Gutiérrez Ruiz (ESP)           | DNF               |
| 74                | Gloria Rodríguez Sánchez (ESP)        | 104è              |
| 75                | Arlenis Sierra Cañadilla (CUB) (ruta) | 56è               |

| Liv Racing TeqFind LIV | Liv Racing TeqFind LIV        | Liv Racing TeqFind LIV |
| ---------------------- | ----------------------------- | ---------------------- |
| Núm                    | Ciclista                      | Pos                    |
| 81                     | Valerie Demey (BEL)           | 100è                   |
| 82                     | Rachele Barbieri (ITA)        | 93è                    |
| 83                     | Marta Jaskulska (POL)         | 70è                    |
| 84                     | Jeanne Korevaar (NED)         | 92è                    |
| 85                     | Tereza Neumanová (CZE) (ruta) | FC                     |
| 86                     | Katia Ragusa (ITA)            | 2n                     |

| UAE Team ADQ UAD | UAE Team ADQ UAD           | UAE Team ADQ UAD |
| ---------------- | -------------------------- | ---------------- |
| Núm              | Ciclista                   | Pos              |
| 91               | Marta Bastianelli (ITA)    | 24è              |
| 92               | Eugenia Bujak (SLO) (ruta) | 44è              |
| 93               | Chiara Consonni (ITA)      | 9è               |
| 94               | Elizabeth Holden (GBR)     | 30è              |
| 95               | Karolina Kumięga (POL)     | 59è              |
| 96               | Laura Tomasi (ITA)         | 26è              |

| Cofidis COF | Cofidis COF                   | Cofidis COF |
| ----------- | ----------------------------- | ----------- |
| Núm         | Ciclista                      | Pos         |
| 101         | Victoire Berteau (FRA)        | 29è         |
| 102         | Alana Castrique (BEL)         | 85è         |
| 103         | Séverine Eraud (FRA)          | FC          |
| 104         | Valentine Fortin (FRA)        | 82è         |
| 105         | Gabrielle Pilote Fortin (CAN) | FC          |
| 106         | Josie Talbot (AUS)            | 51è         |

| Parkhotel Valkenburg PHV | Parkhotel Valkenburg PHV  | Parkhotel Valkenburg PHV |
| ------------------------ | ------------------------- | ------------------------ |
| Núm                      | Ciclista                  | Pos                      |
| 111                      | Kirstie van Haaften (NED) | 64è                      |
| 112                      | Lieke Nooijen (NED)       | FC                       |
| 113                      | Scarlett Souren (NED)     | FC                       |
| 114                      | Lisa Van Helvoirt (NED)   | 87è                      |
| 115                      | Marith Vanhove (BEL)      | 80è                      |
| 116                      | Sofie van Rooijen (NED)   | FC                       |

| AG Insurance-Soudal Quick-Step AGS | AG Insurance-Soudal Quick-Step AGS | AG Insurance-Soudal Quick-Step AGS |
| ---------------------------------- | ---------------------------------- | ---------------------------------- |
| Núm                                | Ciclista                           | Pos                                |
| 121                                | Romy Kasper (GER)                  | 17è                                |
| 122                                | Julia Borgström (SWE)              | 22è                                |
| 123                                | Marthe Goossens (BEL)              | 42è                                |
| 124                                | Britt Knaven (BEL)                 | DNF                                |
| 125                                | Lone Meertens (BEL)                | 86è                                |
| 126                                | Maud Rijnbeek (NED)                | NP                                 |

| EF Education-TIBCO-SVB TIB | EF Education-TIBCO-SVB TIB | EF Education-TIBCO-SVB TIB |
| -------------------------- | -------------------------- | -------------------------- |
| Núm                        | Ciclista                   | Pos                        |
| 131                        | Zoe Bäckstedt (GBR)        | 46è                        |
| 132                        | Letizia Borghesi (ITA)     | 53è                        |
| 133                        | Clara Honsinger (USA)      | 77è                        |
| 134                        | Alison Jackson (CAN)       | 1r                         |
| 135                        | Sara Poidevin (CAN)        | FC                         |
| 136                        | Lauren Stephens (USA)      | DNF                        |

| Arkéa Pro Cycling Team ARK | Arkéa Pro Cycling Team ARK    | Arkéa Pro Cycling Team ARK |
| -------------------------- | ----------------------------- | -------------------------- |
| Núm                        | Ciclista                      | Pos                        |
| 141                        | Amandine Fouquenet (FRA)      | DNF                        |
| 142                        | Maaike Coljé (NED)            | DNF                        |
| 143                        | Maryanne Hinault (FRA)        | FC                         |
| 144                        | Marie Morgane le Deunff (FRA) | 52è                        |
| 145                        | Anaïs Morichon (FRA)          | 84è                        |
| 146                        | Maurène Trégouët (FRA)        | DNF                        |

| Uno-X Pro Cycling Team UXT | Uno-X Pro Cycling Team UXT      | Uno-X Pro Cycling Team UXT |
| -------------------------- | ------------------------------- | -------------------------- |
| Núm                        | Ciclista                        | Pos                        |
| 151                        | Amalie Dideriksen (DEN)         | 54è                        |
| 152                        | Anniina Ahtosalo (FIN) (ruta)   | 66è                        |
| 153                        | Susanne Andersen (NOR)          | 27è                        |
| 154                        | Maria Giulia Confalonieri (ITA) | 28è                        |
| 155                        | Julie Leth (DEN)                | 11è                        |
| 156                        | Amalie Lutro (NOR)              | 81è                        |

| Zaaf Cycling Team ZAF | Zaaf Cycling Team ZAF            | Zaaf Cycling Team ZAF |
| --------------------- | -------------------------------- | --------------------- |
| Núm                   | Ciclista                         | Pos                   |
| 161                   | Maggie Coles-Lyster (CAN) (ruta) | 68è                   |
| 162                   | Lucía García Muñoz (ESP)         | FC                    |
| 163                   | Marta Romance (ESP)              | FC                    |
| 164                   | Debora Silvestri (ITA)           | 69è                   |
| 165                   | Emanuela Zanetti (ITA)           | FC                    |
| 166                   | Ebtissam Mohamed                 | FC                    |

| Lifeplus Wahoo DRP | Lifeplus Wahoo DRP      | Lifeplus Wahoo DRP |
| ------------------ | ----------------------- | ------------------ |
| Núm                | Ciclista                | Pos                |
| 171                | Typhaine Laurance (FRA) | FC                 |
| 172                | Maddie Leech (GBR)      | DNF                |
| 173                | Kate Richardson (GBR)   | FC                 |
| 174                | Kaja Rysz (POL)         | 97è                |
| 175                | April Tacey (GBR)       | 73è                |
| 176                | Margaux Vigie (FRA)     | 14è                |

| Team Jayco AlUla BEX | Team Jayco AlUla BEX      | Team Jayco AlUla BEX |
| -------------------- | ------------------------- | -------------------- |
| Núm                  | Ciclista                  | Pos                  |
| 181                  | Amber Pate (AUS)          | 18è                  |
| 182                  | Jessica Allen (AUS)       | 91è                  |
| 183                  | Teniel Campbell (TTO)     | 78è                  |
| 184                  | Georgie Howe (AUS)        | 47è                  |
| 185                  | Nina Kessler (NED)        | 31è                  |
| 186                  | Letizia Paternoster (ITA) | 65è                  |

| Human Powered Health HPW | Human Powered Health HPW         | Human Powered Health HPW |
| ------------------------ | -------------------------------- | ------------------------ |
| Núm                      | Ciclista                         | Pos                      |
| 191                      | Audrey Cordon-Ragot (FRA) (ruta) | 35è                      |
| 192                      | Mieke Kröger (GER)               | 75è                      |
| 193                      | Makayla MacPherson (USA)         | 89è                      |
| 194                      | Jesse Vandenbulcke (BEL)         | 20è                      |
| 195                      | Marjolein van 't Geloof (NED)    | 60è                      |
| 196                      | Lily Williams (USA)              | 67è                      |

| Israel-Premier Tech Roland CGS | Israel-Premier Tech Roland CGS | Israel-Premier Tech Roland CGS |
| ------------------------------ | ------------------------------ | ------------------------------ |
| Núm                            | Ciclista                       | Pos                            |
| 201                            | Caroline Baur (SUI) (ruta)     | 71è                            |
| 202                            | Hannah Buch (GER)              | 94è                            |
| 203                            | Sofia Collinelli (ITA)         | 74è                            |
| 204                            | Mia Griffin (IRL)              | 83è                            |
| 205                            | Silvia Magri (ITA)             | DNF                            |

| St Michel-Mavic-Auber 93 AUB | St Michel-Mavic-Auber 93 AUB | St Michel-Mavic-Auber 93 AUB |
| ---------------------------- | ---------------------------- | ---------------------------- |
| Núm                          | Ciclista                     | Pos                          |
| 211                          | Roxane Fournier (FRA)        | FC                           |
| 212                          | Alison Avoine (FRA)          | 95è                          |
| 213                          | Simone Boilard (CAN)         | 39è                          |
| 214                          | Marion Borras (FRA)          | 5è                           |
| 215                          | Célia Le Mouel (FRA)         | FC                           |
| 216                          | Margot Pompanon (FRA)        | 50è                          |

| Fenix-Deceuninck ___ | Fenix-Deceuninck ___                 | Fenix-Deceuninck ___ |
| -------------------- | ------------------------------------ | -------------------- |
| Núm                  | Ciclista                             | Pos                  |
| 221                  | Sanne Cant (BEL)                     | DNF                  |
| 222                  | Millie Couzens (GBR)                 | 62è                  |
| 223                  | Evy Kuijpers (NED)                   | 37è                  |
| 224                  | Maria Martins (POR)                  | 25è                  |
| 225                  | Christina Schweinberger (AUT) (ruta) | 15è                  |
| 226                  | Marthe Truyen (BEL)                  | 3r                   |

| Stade Rochelais Charente-Maritime CMW | Stade Rochelais Charente-Maritime CMW   | Stade Rochelais Charente-Maritime CMW |
| ------------------------------------- | --------------------------------------- | ------------------------------------- |
| Núm                                   | Ciclista                                | Pos                                   |
| 231                                   | Frances Janse van Rensburg (RSA) (ruta) | 96è                                   |
| 232                                   | Noémie Abgrall (FRA)                    | 103è                                  |
| 233                                   | Marine Allione (FRA)                    | FC                                    |
| 234                                   | Lucy Gadd (GBR)                         | 98è                                   |
| 235                                   | Chloé Schoenenberger (FRA)              | FC                                    |
| 236                                   | Maëva Squiban (FRA)                     | 99è                                   |